# Enrico Bertani
Enrico Bertani (Belgirate, 1919 – Sarengrad, 12 aprile 1945) è stato un partigiano italiano.

## Biografia
All'inizio della seconda guerra mondiale era stato chiamato alle armi e mandato, con il I Reggimento d'artiglieria alpina, prima sul fronte occidentale e poi in Jugoslavia. Al momento dell'armistizio il giovane caporal maggiore passò nelle file delle formazioni partigiane, combattendo contro i nazisti nella VI Divisione dell'esercito jugoslavo di liberazione. Catturato dai tedeschi, Bertani fu rinchiuso in un campo di concentramento.
Riuscito ad evadere, il giovane militare raggiunse gli italiani della Divisione Italia, che si era costituita a fianco dell'esercito jugoslavo di liberazione, e il 3 novembre del 1944 fu nominato comandante di plotone del Battaglione "Garibaldi", guidando per mesi i suoi uomini in audaci azioni di guerriglia. Proprio nelle ultime settimane di lotta Bertani fu mortalmente ferito in combattimento, mentre con i partigiani della "Garibaldi" attaccava una munita posizione tedesca.